# Kanzel (Jachenau)

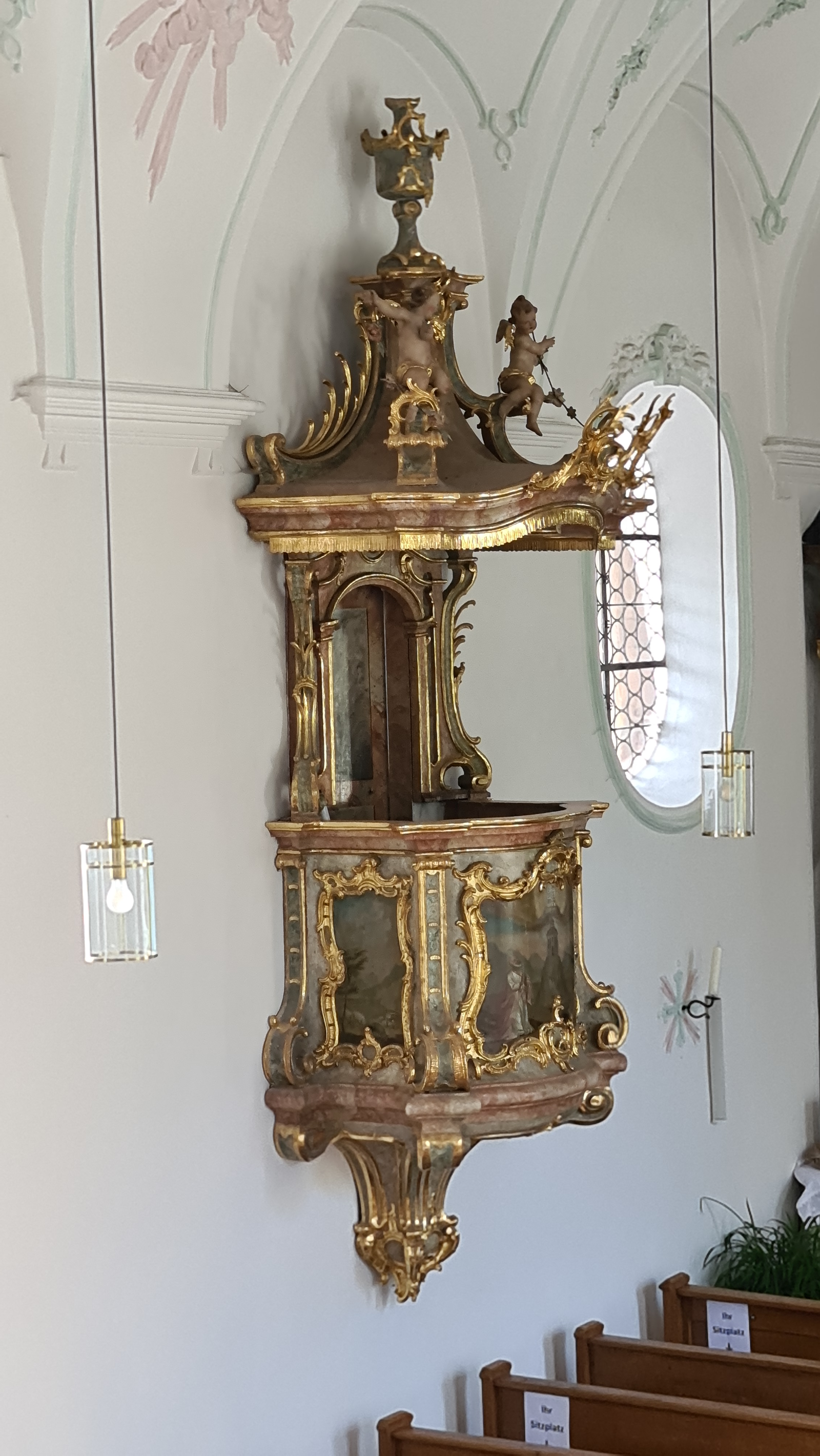
Kanzel in Jachenau

Die Kanzel in der katholischen Pfarrkirche St. Nikolaus in Jachenau, einer Gemeinde im oberbayerischen Landkreis Bad Tölz-Wolfratshausen, wurde um 1774 geschaffen. Die Kanzel ist ein Teil der als Baudenkmal geschützten Kirchenausstattung.
Die hölzerne Kanzel im Stil des Rokoko besitzt am Kanzelkorb ein Gemälde mit Moses und dem Apostel Petrus. Die Seitenkartuschen zeigen Landschaftsszenen aus der Jachenau.
Auf dem geschwungenen Schalldeckel, der von einer Vase bekrönt wird, sitzen Engelsputten. An der Unterseite ist die Heiliggeisttaube zu sehen.